# Wolfgang Köhler
Wolfgang Köhler (21. ledna 1887, Reval (dnešní Tallinn), Estonsko – 11. června 1967, New Hampshire) byl německý psycholog, jeden ze zakladatelů berlínské školy tvarové psychologie, 50. nejcitovanější psycholog ve 20. století. Spolu s Maxem Wertheimerem a Kurtem Koffkou působili v psychologickém institutu ve Frankfurtu.

## Život
V letech 1913–1920 působil jako ředitel stanice pro výzkum lidoopů Pruské akademie věd na ostrově Tenerife, kde podnikl řadu experimentů se šimpanzi. Obzvláště známý je jeho pokus s šimpanzem Sultánem, který dokázal spojit dvě tyče, aby se dostal k banánům, umístěným mimo klec. To přivedlo Köhlera k teorii učení vhledem.
Roku 1922 bylo Köhlerovi nabídnuto místo vedoucího Psychologického ústavu na Berlínské univerzitě. Toto pracoviště se stalo centrem tvarové psychologie. Köhler napsal roku 1929 knihu Gestaltpsychologie. V roce 1935 rezignoval na svůj post a emigroval do USA, kde působil až do konce života na Swarthmorské univerzitě. V roce 1956 byl zvolen prezidentem Americké psychologické asociace.